# Iglesia vieja (Tonalá, Chiapas)
Iglesia Vieja es una extensa zona arqueológica ubicada en el municipio de Tonalá del estado de Chiapas en México la cual fue una gran ciudad prehispánica ocupada desde el periodo preclásico mesoamericano, durante el periodo clásico fue la cabecera de la cultura zoque de la costa del Pacífico de Chiapas y constituyó una capital regional de gran poder político en la ruta comercial entre las culturas maya, mixteca y zapoteca mostrando la convergencia de varias expresiones culturales de Mesoamérica.
El sitio se localiza a 4 km al norte de la actual ciudad de Tonalá, la ciudad se asentó en uno de los pliegues más bajos de la serranía perteneciente a la zona del declive del pacífico del noroeste de la Sierra Madre de Chiapas y costa, a una altitud de 700 m s. n. m. en las coordenadas 419800 Este y 177800 Norte de UTM.
El sitio se cimentó en las partes más altas de una formación geológica compuesta de rocas andesitas y granitos agrupados, los constructores aprovecharon las partes planas de los distintos desniveles topográficos. La ciudad antigua tiene una extensión aproximada de más de 60 has ocupando planicies y terrazas en la que se construyeron hasta ahora registradas 73 estructuras principales distribuidas en 5 grupos arquitectónicos; no obstante, existen sin sondear estructuras habitacionales que se distribuyen hacia el sur y en las terrazas ubicadas en las diversas cotas de nivel topográfico del cerro. Las estructuras se construyeron en un patrón relativamente concentrado sobre las mesetas de la topografía natural, las cuales modificaron rellenando amplias superficies. Las partes de la ciudad registradas hasta ahora o grupos arquitectónicos están conformados por espaciosas plazas, basamentos grandes y medianos, templos, plataformas, terrazas, rampas de acceso, caminos y otros (Ferdon, 1953). El sitio es de un tamaño mayor al registrado dentro de la poligonal del INAH, pues se expande 1 km de distancia hacia el sur, donde sobresale otra meseta a un nivel 200 m más bajo, que se conoce como rancho San Carlos, en donde se ubican al menos 10 grandes estructuras ceremoniales y abundantes basamentos habitacionales, espacio del cual parte un camino de piedra que desciende por una pendiente angosta ubicada entre dos enormes rocas graníticas que conforman la entrada original al sitio, sendero que llega hasta al barrio Santa Cruz en la ciudad de Tonalá. Se estima que en el mayor auge Iglesia Vieja llegó albergar poco más de 10 mil habitantes distribuidos en toda la extensión del cerro de la Cruz. Dentro de una región costera más amplia, se registraron sitios como Horcones (Clásico Tardío), Tiltepec (Preclásico Tardío), Perseverancia (Preclásico Tardío), Paredón (Postclásico Tardío) y Tzutzulculli (Preclásico Medio) entre los centros mayores, y otros cercanos a Pijijiapan los cuales manifiestan distintos periodos de ocupación al del sitio que nos ocupa.
Antecedentes de estudios arqueológicos. -
El sitio Iglesia Vieja fue visitado por varios estudiosos y viajeros expedicionarios a principios del siglo pasado como Seler-Sachs (1900: 110-115), Palacios (1928: 17-29), Culebro (1939), Drucker (1948: 166-168), Lowe y Mason (1965), entre otros. Estos investigadores conocieron el sitio con el nombre de “Ruinas de Tonalá” pero en el transcurso del tiempo la gente lo empezó a reconocer como “Iglesia Vieja”, como menciona Palacios en 1926. Edwin Ferdon (Ibid) realizó dos visitas en 1937 y 1949, acompañado por José Luís Lorenzo (Ferdon: 1953, 4), y fue el propio Ferdon el que realizó la mejor descripción del sitio basada en los planos topográficos que ejecutó de casi todo el sitio. Posteriormente el Maestro Carlos Navarrete llegó a Iglesia Vieja en el año 1958 , a partir de entonces el sitio permaneció “olvidado” durante los siguientes 40 años por su difícil acceso, aunque no por todos, pues algunos “coleccionistas” locales saquearon el sitio durante años alterando muchos de los contextos primarios.
Fue hasta el año de 1998, al estar efectuando el registro de sitios arqueológicos del Estado de Chiapas, que los arqueólogos Eliseo Linares Villanueva y Akira Kaneko, acompañados por el promotor de la cultura de Tonalá, C.P. Ricardo López Vasallo, realizan un recorrido de superficie en el sitio. El Gobierno del Estado de Chiapas en el año 2000 construye un camino de terracería que accede hasta la estructura principal, camino de terracería que es accesible en épocas secas. Es hasta el año 2003 que el Centro INAH- Chiapas logró concertar la compra de 6 has del terreno donde se asientan las principales estructuras y plazas de la antigua ciudad, recuperando con ello parte del patrimonio arqueológico del pueblo de Tonalá y la Nación. A partir de entonces reinician las temporadas de campo y el análisis de los materiales arqueológicos.

## Arquitectura

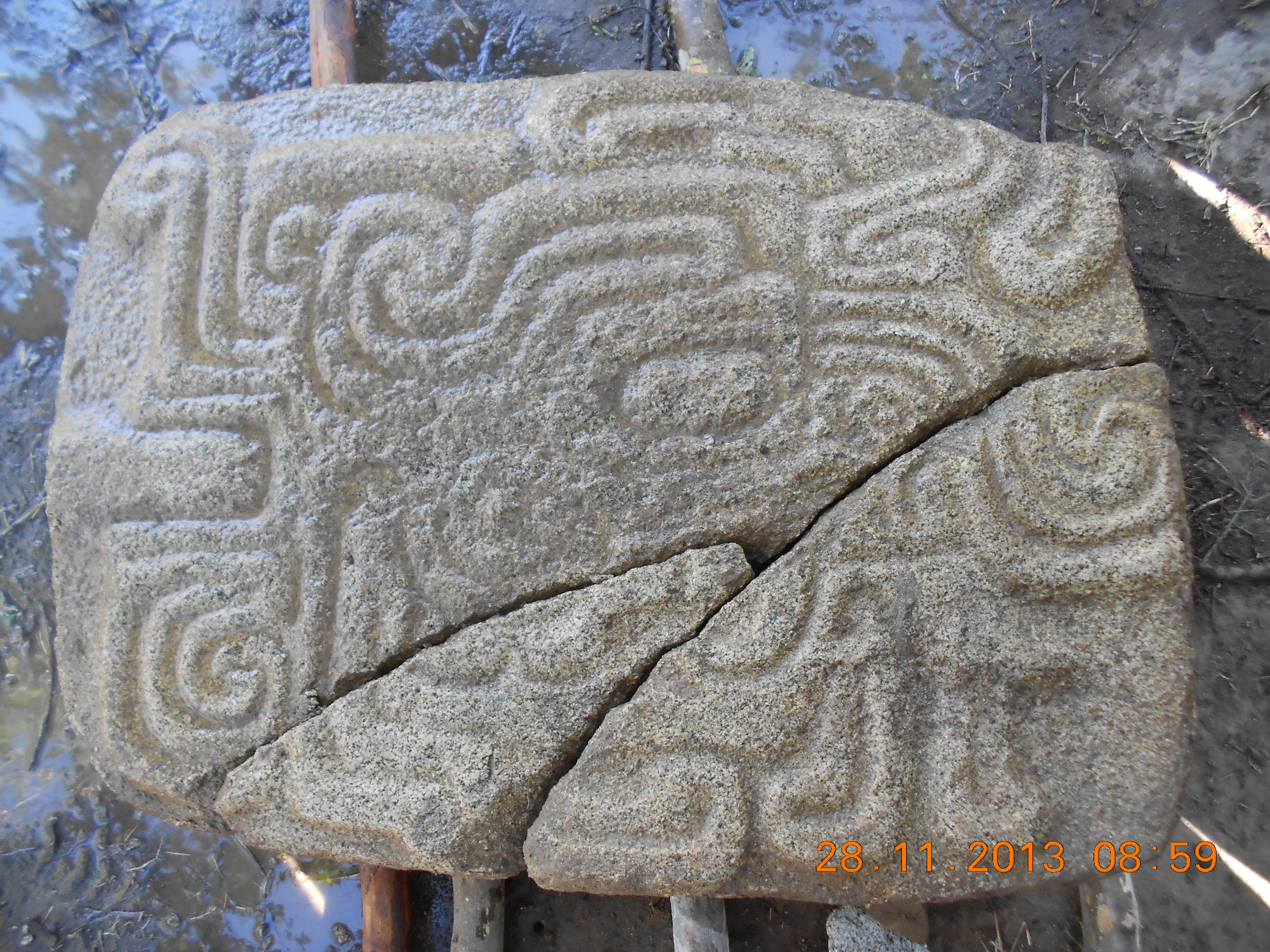
Bajo relieve Serpiente deidad del Rayo. Estructura C-13

Una característica de la arquitectura del sitio Iglesia Vieja es el hecho que no existen dos edificaciones iguales, sin embargo, cada estructura fue instalada de manera formal sobre espacios que mantienen ciertas condiciones, como afloramientos de piedras graníticas y bancos de barro que favorecen a la estabilidad estructural, no obstante, existieron excepciones.
Los materiales utilizados fueron; roca granítica con distintos tipos de cortes como losas rectangulares de poco espesor, pero muy largas, lajas cuadradas o rectangulares de una cara con cola natural redondeada, bloques rectangulares y cuadrados de tamaño grande a medio, rajuelas y otros cortes burdos. Para el revestimiento de paredes, escaleras y muros bajos se usó grueso repello de barro rojo que sirvió para consolidar muros de piedra burda (rajuelas sin cara) y acabados como pisos; arenas y barro para rellenos constructivos, y madera (huellas de postes). La traza de la urbe fue cuidadosamente planeada aprovechando los desniveles naturales de la meseta, se localizaron dos presuntos petrograbados de maquetas del diseño de edificios, avenidas y localización de fuentes de agua. La complejidad para la construcción del sitio consistió en que lograron construir en distintos niveles topográficos plazas rodeadas de edificios que nivelaron a través de rellenos de arena, donde se planeó la disposición de las áreas habitacionales con relación a las plazas y fuentes de agua, así como la capacidad de movimiento de volúmenes de materiales muy pesados que implicaba la extracción, corte, transportación de piedras, arenas y arcillas, entre muchas otras. En este sentido, Iglesia Vieja es un ejemplo claro de creación arquitectónica totalmente ecléctica que rompe con el modelo convencional urbano establecido teóricamente para el Preclásico Tardío en Mesoamérica.  Hipotéticamente, Iglesia Vieja pudo haber iniciado como observatorio astronómico-santuario de veneración a los elementos de la naturaleza durante el Preclásico medio para luego convertirse en una ciudad o centro Regional durante el Protoclásico.
Las plazas, rampas y grupos habitacionales.
La partes públicas y administrativas del sitio, en su última etapa constructiva, constan de varias plazas de diversos tamaños que se distribuyen en los distintos niveles de la topografía natural a los que se conectaron a través de rampas. A continuación, se describen las plazas en orden invertido, es decir, de la plaza inferior (la más baja) a la superior.
Plaza San Carlos (no abierta al público). - Es una enorme plaza de aproximadamente 240 metros de largo que se ubica a una altitud de 400 m.s.n.m., sobre la primera meseta que accede al área nuclear, al sureste del Cerro de la Cruz. San Carlos se distribuye linealmente en un eje de 20 grados NE. En este espacio se ubican ocho grandes estructuras cívico ceremoniales alrededor de una plaza y unos 20 basamentos posiblemente habitacionales, existen infinidad de terrazas de cultivo prehispánicas al NE-SE de este espacio ceremonial. Cabe señalar, que esta sección y la parte intermedia que sube a la Plaza del Sacrificio aún no ha sido investigada y no está abierta al público por ser propiedad privada, sin embargo, no se descarta que al constituirse como la "entrada" al sitio ahí se asentaron los grupos culturales más tempranos, los olmecas y sus herederos.
Plaza del Sacrificio (Grupo C). – Es de gran tamaño, la Plaza del Sacrificio se ubica en un eje noreste-suroeste en el nivel más bajo del sitio hasta ahora trabajado arqueológicamente, es un espacio muy amplio de más de 100 m de longitud y se rodea de edificios administrativos que la interceptan y aíslan (C-13, C-14, C-15, C-12, C-11), se infiere que la plaza tuvo una función pública y administrativa, tal vez como mercado de intercambio debido a su gran tamaño. Es interesante hacer notar, que en el punto más cercano al borde de la plaza, detrás de la estructura C-13, se escuchan claramente las voces y sonidos de la ciudad de Tonalá con una acústica impecable por lo que es viable que la comunicación verbal haya sido utilizada en un radio de 4 km; sin embargo, lo anterior es posible de manera sencilla de la planicie al monte, pero de manera inversa no acontece el mismo efecto. Igualmente sucede con la visual, pues en determinados días se vislumbra una buena parte del cerro Bernal, en donde existía un importante puesto de control de Iglesia Vieja, así como de toda la planicie hasta Arriaga y el mar de manera clarísima. Esta plaza mantuvo desde su inicio en el extremo sur, una gran roca natural que fue esculpida con el rostro de un jaguar atado que veía originalmente hacia el norte, rostro con atributos o rasgos post Olmecas. La roca fue quebrada posiblemente a causa del fuego.

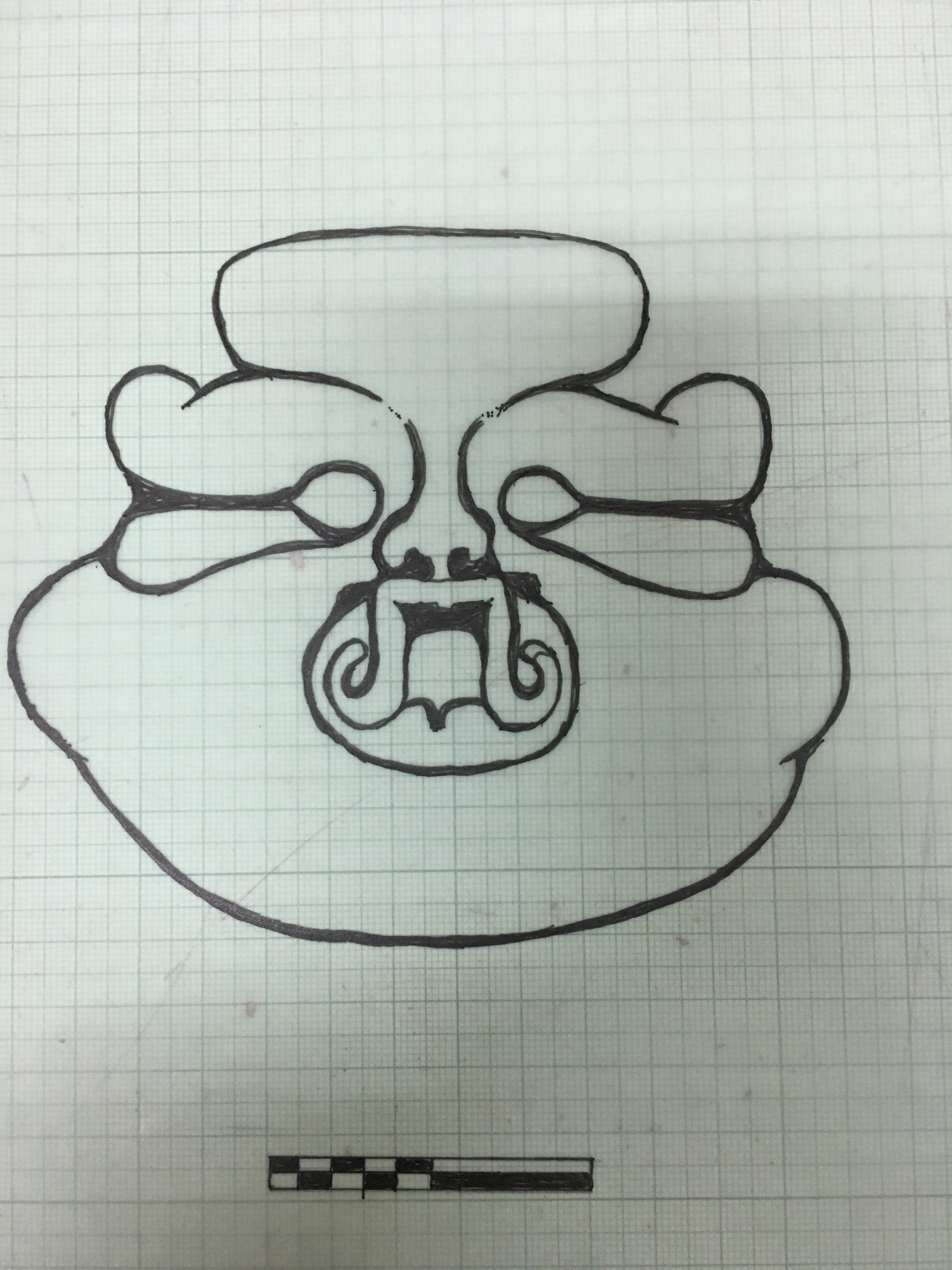
Dibujo interpretativo del Jaguar representado en la Piedra del Sacrificio.

Gran Rampa (Grupo C)- Al norte de la Plaza del Sacrificio se construyó una enorme rampa empinada que mantiene una gran estela lisa central, es factible que bajo la rampa exista una escalera o subestructura más temprana. Las rampas tenían un gran valor simbólico, es viable que pocos seres podían acceder por ellas al nivel superior donde se localiza la plaza vinculada al Ed. C-10 o “Plaza del Nudo”.
Plaza del Nudo (Grupo C). - Es una plaza mucho más pequeña que la anterior descrita, el edificio sustancial a ella es el C-10 que tiene su fachada principal mirando hacia el oeste, al fondo de esta plaza, hacia el lado este, se localiza un conjunto residencial de élite que consta de cuatro basamentos bajos con su patio central de claro estilo NeoTeotihuacano, pero con mampostería de piedra.  A la Plaza del Nudo hacia el oeste, también se incorporan sobre tres terrazas algunos basamentos habitacionales que ven al SO.

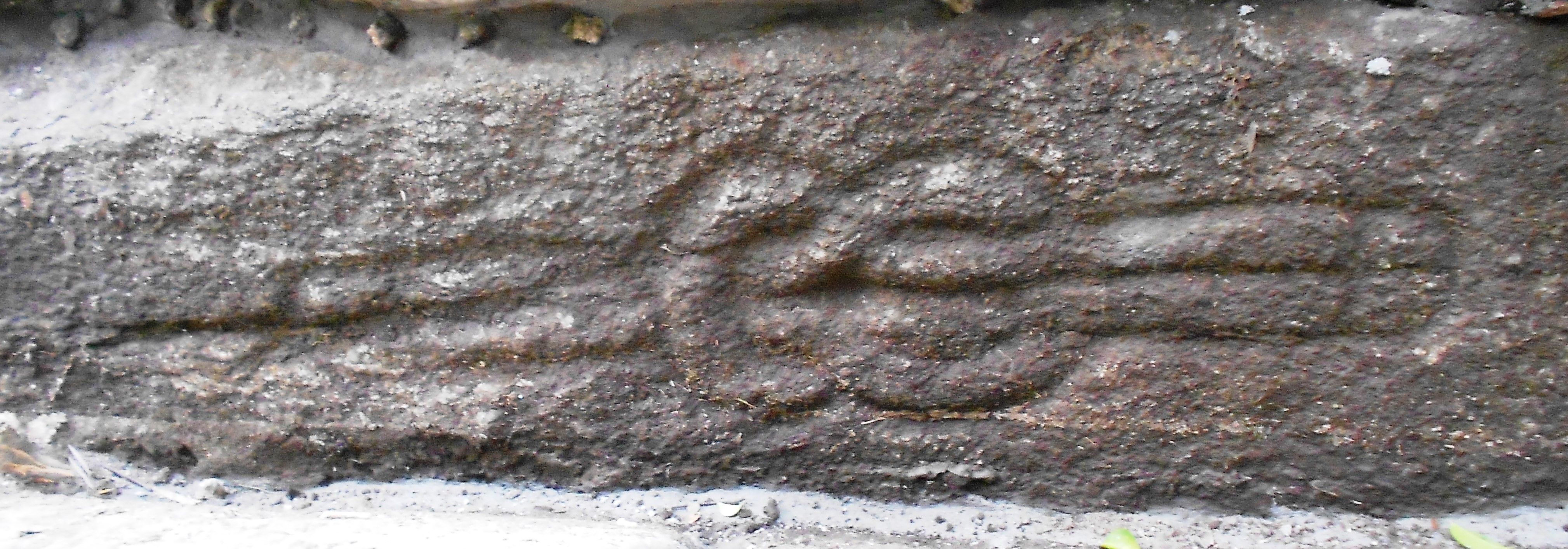
Relieve del Nudo, Estructura C-10. Este elemento fue usado como cuña para detener lajas pesadas.

Rampa de la plaza del Nudo (Grupo C). -  Accede a la plaza de Las Tres Caras en la que se asienta la estructura C- 3, la rampa es mucho más pequeña que la de la Plaza del Sacrificio y remata en unas gradas que se combinan con rampas de tamaño pequeño, es decir, las rampas y las gradas están combinadas. Las gradas servían para contener espectadores sentados viendo hacia el centro del espacio donde se realizaban posibles actos reservados a la elite. En el nivel superior de la Plaza del Nudo, flanqueando las gradas, en la parte superior se localizan dos edificaciones frontales de menor tamaño posiblemente vigías o de control de acceso.
Plaza de las Tres Caras (Grupo C). - Esta plaza corresponde a la Estructura C-3,  es espaciosa y no parece pública sino administrativa. El edificio principal C-3 muestra como característica el mantener al frente un altar zoomorfo en piedra (altar 1) que representa el rostro un ser "mitológico" que posiblemente unifica en su iconografía a tres linajes: murciélago/Jaguar/serpiente, rostro fantástico el cual, a través de lazos, enlaza tres rostros humanos, dos hombres (Este y Oeste) y una mujer (Norte), rostros que hipotéticamente simbolizan una presunta alianza de tres probables dinastías.

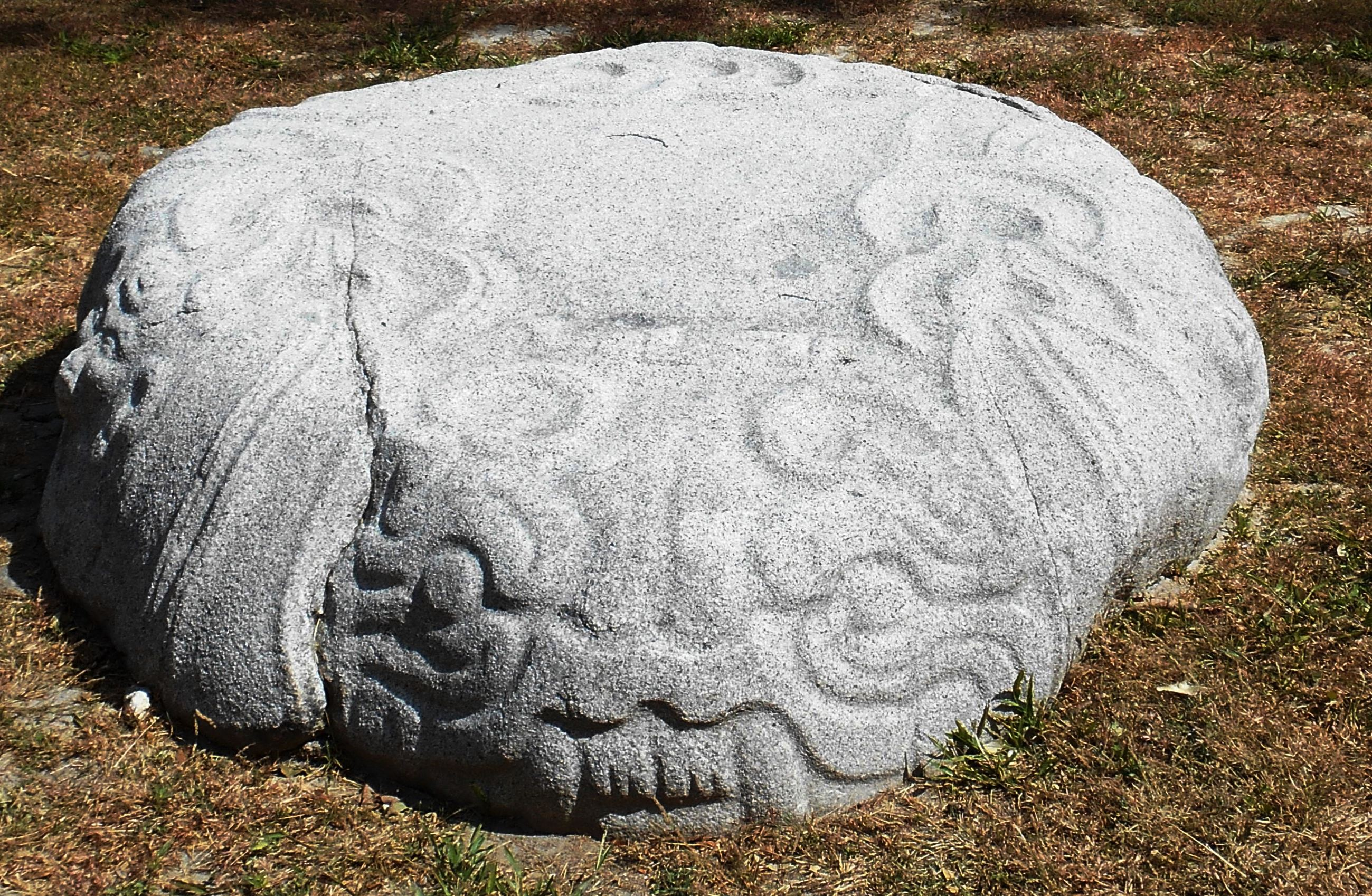
Estructura C-3, altar 1.

Rampa de las Tres Caras (Grupo C). - En la parte noroeste del  C-3 hay dos rampas alternadas muy altas que acceden a un nivel superior, llegando a un patio plano rectangular.
Patio del Consejo (grupo C). -  Existe un edificio largo al fondo (C-2) ubicado justo al borde de una barranca en el extremo noreste. Este edificio al centro mantenía dos banquetas paralelas que sugiere se sentaban ahí personajes en consejo.
Rampa C-1( Grupo C).- Al oeste, en un nivel superior al patio mencionado, también a la orilla de la barranca norte, se localiza el Templo C-1 o Templo del Rayo[1], una estructura relativamente pequeña y solitaria que mira al este, la cual originalmente se trataba de un edificio completo de dos cuerpos que conservaba una escalera corta remetida con posibles alfardas, dicho basamento posteriormente fue fusionado a una larga rampa que accedía al patio lateral del edificio C-1.

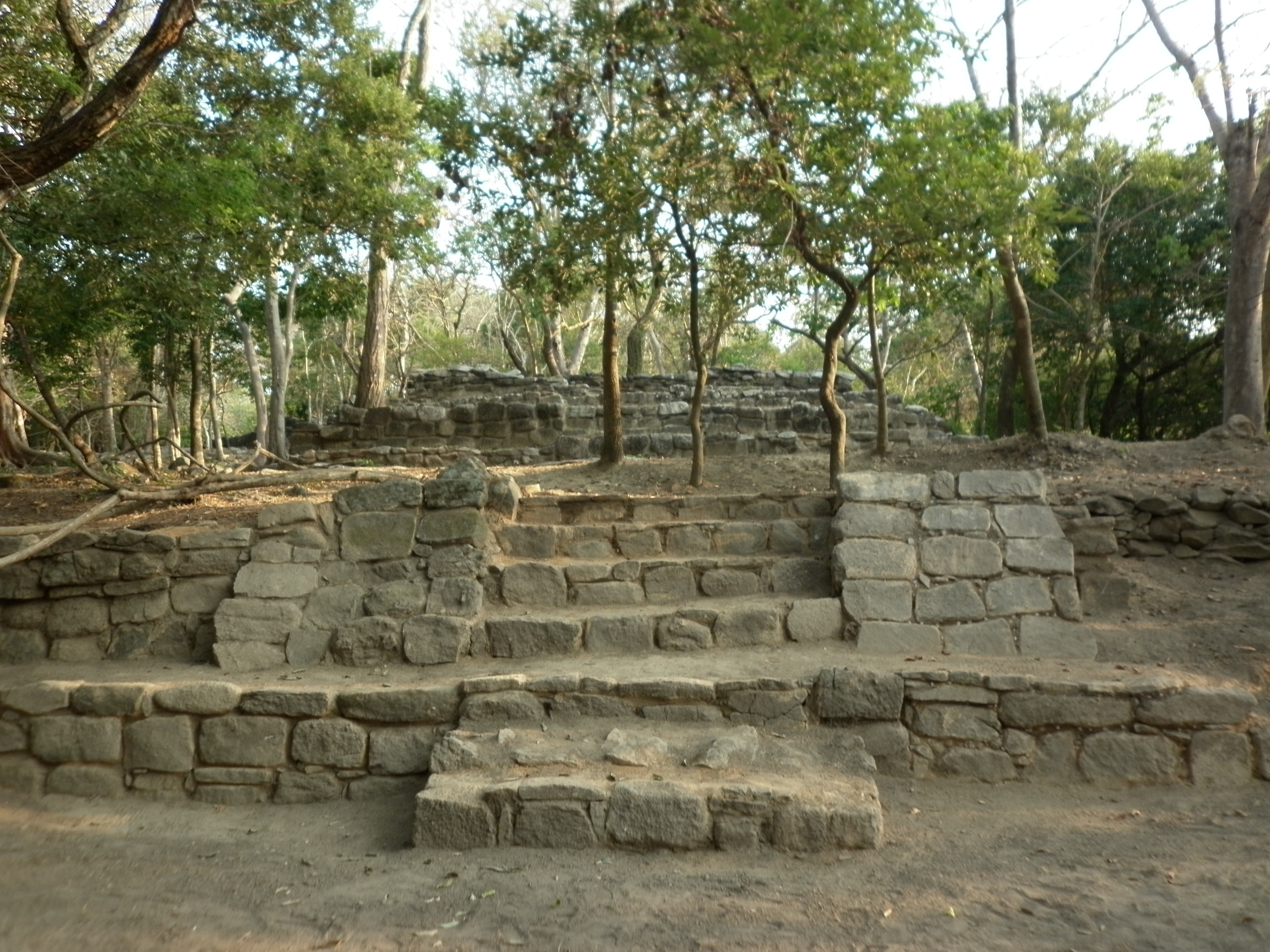
Estructura C-1, escaleras con alfardas.

Rampa posterior del C-1.- Es una rampa de pequeña altura, aunque larga, cubre toda la extensión trasera del Templo C-1 y patio, es la última para acceder al grupo B justo detrás del Ed- B-3 y a la pendiente que conformaba el cauce o parteaguas de la barranca que surge del Grupo B.
Plaza Grupo B.- Subiendo por un extremo se llega a la Plaza B, la de mayor nivel de altura y que se constituye por ser una plaza que se abre hacia el sur donde existe una barranca o cauce de un arroyo profundo,  hacia el oeste existen terrazas inferiores donde se localizaba una gran zona residencial (Grupo A) distribuida de manera concentrada sobre las terrazas en pendiente unidas con rampas, dicha ubicación fue diseñada para aprovechar los arroyos de agua de manantial que bajaban por los principales cauces que brotaban hipotéticamente del interior de los templos más grandes, ese líquido llegaba hasta la actual ciudad de Tonalá, Chiapas.
Grupos habitacionales. - Las residencias se distribuían jerárquicamente dentro de los cinco principales espacios de la ciudad; Grupo A al suroeste del grupo B; grupo C, al este de la plaza del Sacrificio; al Sur del Grupo D y E flanqueando en distintos desniveles esos principales grupos arquitectónicos, aprovechando los principales arroyos provenientes de los manantiales que brotaban de las partes altas. Dentro del espacio topográfico del sitio, las residencias se ubican ordenadamente sobre las diversas terrazas o desniveles naturales del cerro y casi todas tenían vista al océano Pacífico o sur. Esas residencias consistían en basamentos rectangulares relativamente bajos muy amplios cimentados en piedra, sobre la que se construían habitaciones de bajareque.
Acceso antiguo a la ciudad Iglesia Vieja desde la planicie. - El acceso público a Iglesia Vieja se efectuaba ascendiendo por un camino empedrado que iniciaba desde el extremo norte de la ciudad de Tonalá, actual barrio de Santa Cruz, cruzando la Loma de San Francisco. Se trata de un camino ascendente, al pie del cerro se estrecha el acceso y se acentúa la pendiente para cruzar entre dos enormes peñascos que desembocan en la parte superior de las rocas hasta llegar a 600 metros de distancia, a una amplia planicie conocida actualmente como rancho San Carlos, donde existe una plaza muy extensa y una calzada ancha sitiada con edificaciones de más de 100 metros de largo, posteriormente se ascendía por otro camino angosto, para acceder a la plaza del Sacrificio. En dicho trayecto existen basamentos habitacionales dispuestos en diversas terrazas de la meseta. Lo anterior significa que el acceso a la plaza principal del sitio o Grupo B y C era un poco laberíntica y complicada y se debía de cruzar por buena parte de la ciudad.[1] Bajo ese nombre un joven estudiante de una escuela Primaria de Tonalá “bautizó” el Edificio en el año 2019.

### Estructura B-1

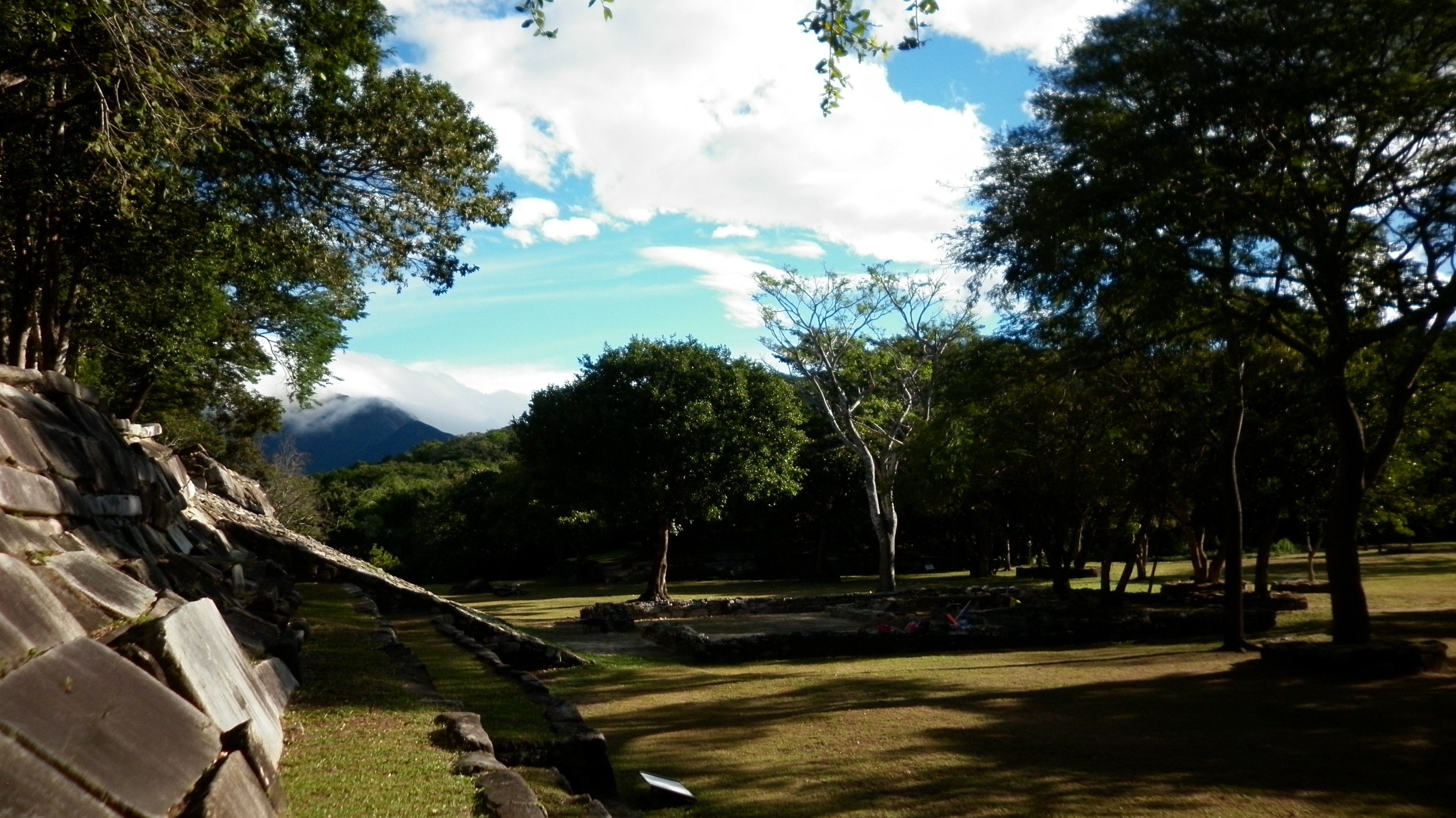
Estructura B-1 con su plaza.

La estructura B-1 es la más grande e importante del sitio, pues además de sus grandes dimensiones, en la parte superior mantiene un Templo B-1 con un amplio patio a su alrededor. El basamento donde descansa el templo fue construido con un recubrimiento de losas megalíticas durante el Clásico Temprano, en su interior mantiene dos subestructuras más tempranas correspondientes al periodo Preclásico Tardío y Protoclásico. El basamento expuesto fue modificado por lo menos en tres ocasiones posteriores debido a posibles terremotos, siendo remodelado en última etapa construyendo la rampa e instalando enormes losas en sólo una parte de la fachada. La estructura original era mucho más pequeña y se cimentó sobre una colina alta con un agudo escarpe que se orienta hacia el Norte y mantenía un afloramiento rocoso con piedras bola de importante magnitud, algunas de las cuales fueron aprovechadas como lajas y losas para recubrir los muros.
A esta estructura B-1, se vincula la representación de un motivo simbólico en forma de cruz conocido como Glifo E de Alfonso Caso, el cual lo interpretó como un glifo anual, el mismo significa xoo ‘terremoto’ en lengua  zapoteca. Este glifo representa el día 17 (de 20) del tonalámatl, gráficamente representa la división cuatripartita de la tierra con un círculo central que significa el día portador, es “temblor de tierra o terremoto”. Es un glifo portador y da nombre del año con el que comienza y finaliza el ciclo solar de 52 años en el cómputo calendárico.

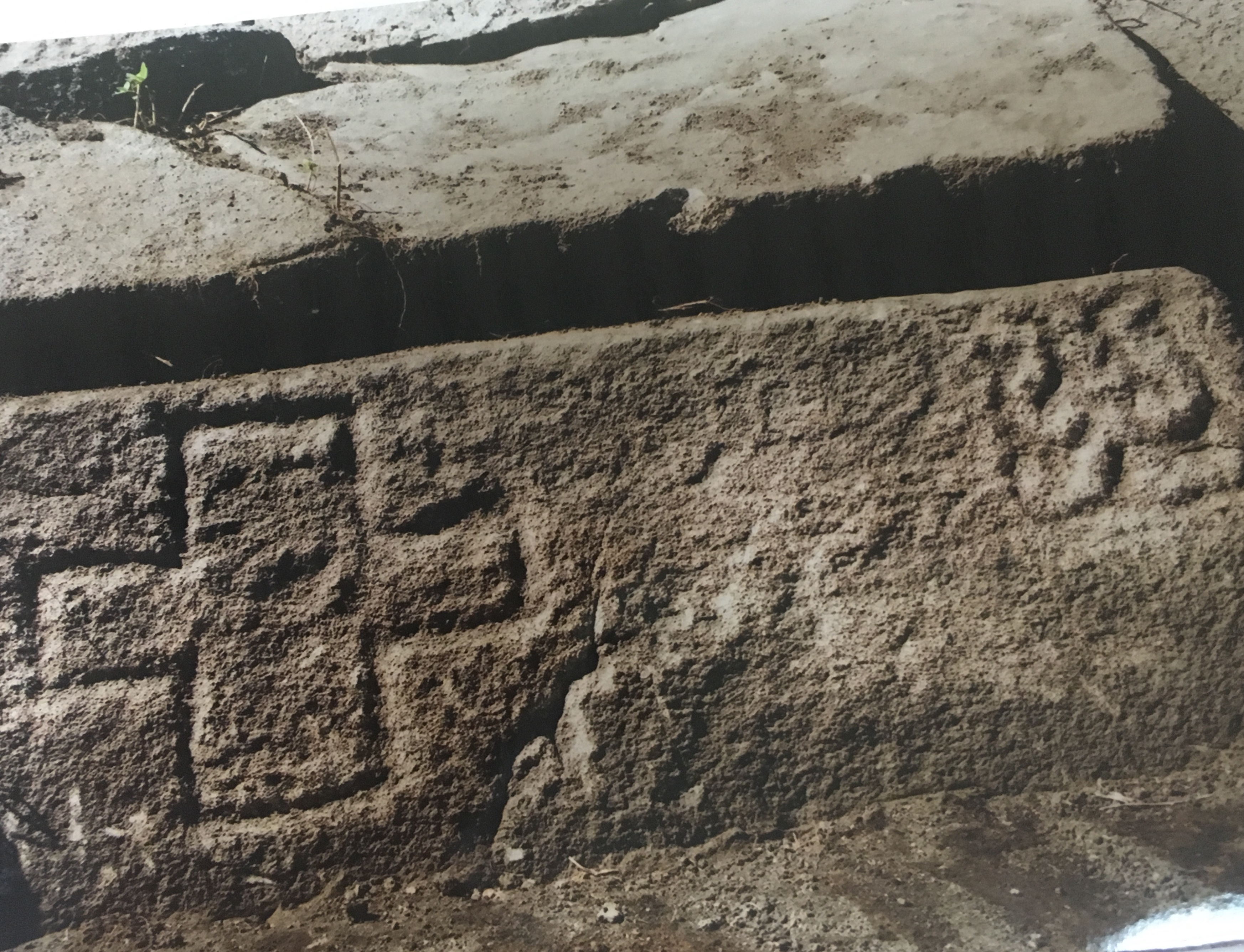
Glifo E, Estructura B-1, Iglesia Vieja, Tonalá, Chiapas.

El glifo “E” representa el principio y fin de la cuenta solar zapoteca que iniciaba con el coeficiente 1 o 13,  también el glifo simboliza “lo viejo”, “lo pasado”, por lo que pudiera ser que el edificio se construyó con el fin de venerar el “fuego solar viejo que renacía cada año”, cada ciclo la luz del sol emerge en el equinoccio de invierno invadiendo con su resplandor la entrada a la estructura hasta su llegada al templo superior, parecería una alegoría de dedicación al Sol Viejo que renace en el tiempo. Para los mayas corresponde al día imix, el primer día de su calendario. Este glifo no siempre significa lo mismo, mantiene varias acepciones dependiendo del contexto en el que se integra y permanece vigente durante toda la secuencia cronológica mesoamericana en varias regiones culturales. Lo hemos encontrado vinculado también a representaciones escultóricas y pictográficas, como símbolo de prestigio y poder, en vestimentas de personajes, en incensarios, como parte de un mensaje, etc. Es posible atribuirlo a la cultura zapoteca-mixteca temprana, es decir Monte Albán II (100 a. C.-300 d. C.) y su presencia en Iglesia Vieja nos lleva a inferir que en esa época mantuvo fuertes vínculos con la región de Oaxaca.

### Historia y Cronología de Iglesia Vieja
En esta amplia región cultural conocida como Istmo-Costa, al constituirse como un corredor geográfico natural, confluyeron en diferentes tiempos diversos grupos culturales tales como Los Olmecas, Mayas, Zoques, Mixes,  Zapotecos, Huaxtecos,  Mixtecos y Teotihuacanos, en el caso de Iglesia Vieja se constituyó como un Centro Regional Zoque a partir del periodo  Protoclásico.
En la región se encuentran diseminados una gran cantidad de sitios prehispánicos de diferentes temporalidades, por ejemplo: Tiltepec, Tzuzuculli, Perseverancia, Ánimas e Iglesia Vieja que florecieron durante el periodo comprendido como Preclásico Temprano, Medio y Tardío de los cuales algunos de ellos, como Tzutzuculli, tuvo fuertes vínculos con la cultura olmecas, o en el caso de Iglesia Vieja que es un sitio epiolmeca, es decir, posterior a lo olmeca, alrededor del año 300 a. C.
Sitios del periodo Clásico Tardío son Los Horcones, Fracción Mujular, Mojarras y La Chincuya, y otros no menos importantes que se desarrollaron posterior a Iglesia Vieja, ya que funcionaron durante el periodo Clásico Tardío y Postclásico en algunos casos como el sitio Paredón.
Cronología
Complejo Tonalá IV.
Fase Zanatenco (550-450 a. C.) Preclásico Medio
En algún momento de este lapso de tiempo surgen las primeras sociedades complejas que se asientan en lugares cercanos a lagunas, pantanos o esteros en donde como en el Golfo de México montan su primer gran centro en La venta, Tabasco y centros menores como en el sitio de Tzutzulculli en Tonalá, Chiapas, muy cercano espacialmente a Iglesia Vieja. También se han localizado pruebas (figurillas) en los esteros entre el límite territorial que divide Chiapas de Oaxaca dentro del municipio de Arriaga, evidencias todas que dejaron huellas del paso humano temprano por el corredor Istmo Costa. De igual forma, existen materiales cerámicos adjudicados a un estilo olmeca que se distribuyeron en la amplia región costera y en tierra adentro de Chiapas como se demuestra en Chiapa de Corzo, San Isidro y otros sitios mayas, pues para ese entonces se evidencia una vinculación y poca distinción de materiales considerados como mayas y zoques. La Costa Pacífico es uniforme culturalmente. Aparece la cerámica del tipo Blanco y Negro conocido como “La Venta Ahumado”, de pastas negras con borde blanco cocción diferencial, pastas negras totales pulidos e incisiones irregulares, cerámicas de pasta finas con barbotinas cremosas, y otros. Son tipos cerámicos excepcionales que indican la presencia de una posible presencia Olmeca en el sitio. La Costa Pacífico es uniforme culturalmente.
Complejo Tonalá V.
Fase Tiltepec A  300 a. C.- 100 a. C. Preclásico Tardío
Esta fase es definitoria, larga y compleja para Iglesia Vieja pues en algún momento inicia un proyecto constructivo sobre el cerro, adquiriendo de esta manera predominancia regional. Para este momento varios sitios del área del Istmo de Tehuantepec y región de Juchitán, Oaxaca y algunos de la Mixteca-Zapoteca se conforman como centros urbanos o aldeas grandes, al igual que en el alto Grijalva y Depresión Central (Montiel, Zapien y Winter 2014: 204). Aparecen sitios preponderantes de la región Istmo Costa como Laguna Zope, en Juchitán, Oaxaca, sitio que se cree que para esa fase fue el primer centro regional que quizás abastecía a Monte Albán.  En Guatemala surgen sitios estado como Takalik Abaj, Kaminaljuyu, (Pre-Mayas) sitios que tiene una gran influencia en la región de Tonalá y en sitios Preclásicos Tardíos como Perseverancia, Tiltepec y otros en el gran corredor Istmo Costa. En estos momentos no se delimitan claramente los grupos culturales y los territorios, más bien parecieran compartir una cultura general vinculada a la lengua zoque.
El comercio se intensifica de manera exponencial en la planicie costera de Chiapas y Guatemala región que nos compete. En la zona central del área de lengua mixe zoque surgen grandes concentraciones poblacionales en convivencia con los pre-mayas, en Chiapa de Corzo y otros centros asentados en las riberas de los ríos y lagos chiapanecos en donde se aplicaba una planeación urbana en la que se incluían juegos de pelota y conjuntos astronómicos y rituales. El crecimiento de estos nuevos centros poblacionales es compartido en la región de Tonalá en el sitio de Tiltepec y Perseverancia ubicado algunos kilómetros más al sureste, influyendo posiblemente en la construcción de obras arquitectónicas primarias en el sitio Iglesia Vieja tal vez como observatorio astronómico.
Se infiere que para finales de esta época el corredor de la planicie costera era utilizada de manera considerable como ruta comercial e histórica entre la costa del Pacífico, el centro de México (vía Costa e Istmo de Tehuantepec) y sur de Mesoamérica, profundizando de manera constante, es decir, la interrelación entre diversos grupos culturales se daría de manera fluida y natural sin aparentes conflictos. La escultura de Iglesia Vieja muestra interrelaciones con Cerro de las Mesas Veracruz y posiblemente de por esa región proviene la costumbre del uso de las estelas, aunque también se puede considerar a Izapa en la frontera maya.
Para finales de esta sub fase Iglesia Vieja surge como centro regional-observatorio representando monumentalmente a una gran cantidad de poblaciones asentadas en la planicie y laderas de los cerros, comunidades que eran controladas por Iglesia Vieja. La novedad de la planeación del asentamiento fue su ubicación en un área territorial alta (700 m s. n. m.), con un patrón de asentamiento urbano concentrado, ya que la ciudad fue edificada como una especie de fortín sagrado que dominaba varios flancos de la planicie y el mar, patrón arquitectónico inusual para dicho periodo. La monumentalidad de sus plazas y el acceso restringido al sitio sugiere la existencia de una diferenciación social definida.
La cerámica de los primeros 250 años de esta fase sugiere fuertes nexos provenientes de la región de la cuenca media del Río Motagua de Guatemala, el Istmo de Tehuantepec y del área de Juchitán en Oaxaca que abarca la región baja de lagunas y esteros pertenecientes al Golfo de Tehuantepec de origen mixe, con tipos cerámicos como cajetes de silueta compuesta, rojos y rojos sobre bayo o crema; del área nuclear de la Venta, Tabasco con su cerámica arenosa fina blanca;  blanco y negro y negro bruñido inciso. Un atributo que caracteriza la cerámica influyente es la coloración roja en los labios de las vasijas y sus decoraciones acanaladas profundas.
La cerámica de Iglesia Vieja se distingue por mantener atributos locales y de importación entre los que se resaltan pastas granulosas con núcleos anchos muy oscuros resaltando partículas blancas, acabados simples o alisados sin pulimentos, las pastas arenosas semi finas mantenían engobes cerosos rojos o negros ahumados, cerámicas las cuales posiblemente llegaban a través del comercio que mantenían con sitios asentados en el Golfo de México, Istmo de Oaxaca, Centro de México, la costa Pacífico y la Depresión Central de Chiapas. Es el momento en que la cerámica de Iglesia Vieja adquiere poco a poco una identidad clara con relación a las cerámicas de tradición externa.
Complejo Chiapa VI-VII.  
Fase Tiltepec B 100 a. C.-150 d. C. Protoclásico
En ese corto transcurso de tiempo se definen territorios políticos en Mesoamérica, se infiere que en Iglesia Vieja existe ya un asentamiento permanente y un aumento poblacional considerable, es un centro regional que controla una amplia área costera tanto del corredor como de los productos salinos y marinos secos que se trasladan al centro de Chiapas. Además de ser un centro astronómico  regional que acaparaba conocimientos esenciales sobre el tiempo, las cosechas, así como del Tonalámatl. La cerámica muestra un aparente rompimiento de la presunta influencia de la región Soconusco-Guatemala, por lo que disminuye al mínimo la tradición tecomatera y las copias del tipo Sierra Rojo, la entrada de mayas del norte (Petén) a dicha región pudo haber sido un factor determinante de reajuste social en toda la provincia de habla mixe zoque. Sin embargo, a la par, presuntamente se intensifican vínculos con grupos culturales mayas de la región de la Meseta Comiteco-Tojolabal, factor que parece evidenciarse en la entrada de objetos rituales (incensarios) con púas y por la gran similitud tecnológica que presenta la cerámica con la de aquella región. Es probable que en dicho reajuste de alianzas las relaciones con el Centro de México y Veracruz se intensificaron también al aportar mercancías como obsidiana de Centro de México y otros productos estableciendo nuevas relaciones comerciales.
La región de Guatemala vive un romance con la llegada de los mayas quienes sin dificultad imponen su cultura, lengua, y grupos asimilan los preceptos mayas, inauguran sitios nuevos, utilizan nuevas rutas de comunicación hacia las tierras mayas centrales. El Soconusco y otros sitios de Guatemala se transforman en Mayas, no así Iglesia Vieja quién conserva su independencia zoque.Al final de esta fase es probable que eventos de origen telúrico y otros de tipo social hayan provocado migraciones de parte de la población. La unidad que mantenían los zoques de la extensa región Istmo-costa posiblemente se también fracciona.Aparece por vez primera un tipo de cerámica doméstica arenosa burda de color anaranjado, que se distribuye en amplias regiones como en las cuevas del Río la Venta y San Isidro (Linares: 2002) tipo conocido como Pobocama, cerámica que se prolonga con nuevas formas hacia el Clásico Temprano convirtiéndose en diagnóstica en Iglesia Vieja. Se consolida progresivamente la tradición en vasijas alisadas domésticas gruesas sencillas con bordes directos o evertidos, labios decorados con impresiones discretas.
Complejo Chiapa VIII
Fase Arroyo 1 150 d. C.-450 d. C. Clásico Temprano                       
El periodo Clásico Temprano se asienta sobre una capa estratigráfica de aparente abandono temporal del sitio de una duración aproximada de 100-50 años, tal vez menos, que se dio entre el (100-200 d. C.). Se infieren sucesos vinculados a terremotos, posibles incendios o problemas sociales y de gobierno, en este sentido ha sido complicado definir cuál fue el proceso que llevó a ese abandono corto, pero se tienen evidencias de que arquitectónicamente el sitio quedó dañado.  La tradición escultórica Mixe Zoque post Olmeca desaparece por entero y los que conservaba Iglesia Vieja fueron “matados”, imponiéndose la erección de estelas lisas como marcadores posiblemente marcadores solares y la inscripción de símbolos o glifos en las paredes de los edificios de aparente filiación Ñuiñe de las tierras bajas. Durante esta fase, la sociedad de la región de Tonalá continuó unida, mantenía una fuerte identidad y cultura propia, se asentó de manera dispersa por la región manteniendo sus actividades productivas y creciendo de manera exponencial. El cerro donde se asentaba Iglesia Vieja comenzó a poblarse de nueva cuenta y a ser remodelada de manera colosal bajo la iniciativa de dirigentes que seguramente estaban decididos a retomar el control regional a través de alianzas, formando un cogobierno tripartito vinculados al estilo Teotihuacán y Monte Albán.  El corredor cultural Istmo-Costa quedó dividido ya sin la presencia de los antiguos grupos costeros del Soconusco y Guatemala que habían retomado un nuevo rumbo bajo los preceptos de la cultura Maya del Petén.
La cerámica adquiere nuevas formas y decoraciones no sin descartar que dicha iniciativa se realizó a través de acciones coercitivas influyentes de grupos culturales interesados en el control de la región y el corredor geográfico. Es muy probable la llegada de gente vinculada a prácticas de gobierno aplicadas en el centro de México al sitio, influyendo en un proyecto de remodelación acciones arquitectónicas monumentales.
De esa forma, el paso del tiempo fue configurando una población pluricultural que instituyó una cultura regional con atributos híbridos que podríamos llamar cultura Tonalteca, abriéndose a la presencia de los demás sitios como centro político-religioso regional.
En varios sitios de habla zoque como Chiapa de Corzo, Jiquipilas, Ocozocoautla y Mirador, también se construyeron grandes edificaciones debido a que se constituyeron también como centros rectores regionales independientes, motivados por el establecimiento de un nuevo modelo económico y social que se propagó al área central, instaurando de esta manera nuevas rutas de intercambio para la obtención de ciertos minerales y objetos valiosos.
Gareth Lowe (1999) señaló: “Durante el Clásico Temprano y Medio en la zona mixe-zoque de la Costa Pacífico de Chiapas, con el paso del tiempo el poder se asentó en Los Horcones, una enorme ciudad construida sobre altas colinas (incluyendo Cerro Bernal al sur de Tonalá. Varias esculturas significativas de este sitio indican marcadas relaciones teotihuacanas, fechándose a finales de la fase Xolalpan en aquella ciudad (600 d. C.), al parecer, con cierto estilo Xochicalco también evidente (Navarrete 1976, 1986). Los Horcones controlaban todo movimiento por la costa durante varios siglos, pero por no haberse estudiado la cerámica del lugar no es posible relacionarlo con el centro u occidente de Chiapas”.
Muestras de radio carbón indican insistentemente que Iglesia Vieja decayó entre los años 350-450 d. C., cuando el templo principal central de la estructura B-1 es “clausurado”, sus escaleras son selladas con piedras y sobre el edificio se concentran cantidades importantes de objetos cerámicos "matados". Por su parte, la estructura B-2, el cual fue posiblemente administrativo, mostró huellas de incendio y abandono también para esas fechas, de hecho, no se descarta un incendio generalizado en todo el sitio. No obstante, la cerámica ha servido como indicador que muestra que hacia finales del Clásico Temprano ya entrado el medio continúa la presencia humana, es decir, que el posible colapso y abandono fue gradual.
Con relación a la cerámica Lowe (1999) señala que: “Tal como lo han postulado otros autores Peterson 1963.ª:10-11. 1963b; Brockingtom 1967:69-70), la concentración de la cerámica tipo blanco y negro durante el Preclásico Tardío, Protoclásico, Clásico Temprano y Medio en el occidente de Chiapas (Lowe 1977, 1983:127), el Istmo de Tehuantepec y el sur del Golfo parece definir arqueológicamente el territorio zoque y mixe-zoque reconocido por los etnógrafos y lingüistas (Thomas 1974; Campbell y Kaufman 1976).
En este sentido, en Iglesia Vieja, la cerámica negra de cocción diferencial (Tipo Doloritas Cocción Diferencial) junto con la negra pulida (Tipo Pichito Negro Pulido) es diagnóstica y predominante de una larga secuencia que dura hasta el Clásico Temprano y marca el colapso de Iglesia Vieja. No obstante, esta época es el inicio de la introducción de pastas finas, la presencia de objetos extremadamente pulidos en la cerámica negra, aunque en otras no tanto, nuevas formas de ollas con cuellos cortos rectos, platos y cajetes con soportes de botón, las pastas tienden a ser delgadas arenosas o micáceas, se introducen bases anulares en tazones y una gran cantidad de incensarios bicónicos. Curiosamente no existe en Iglesia Vieja cerámica decorada policromada con motivos o escenas.
Poco sabemos aún del papel que jugaron los Teotihuacanos en los procesos de Iglesia Vieja durante el Clásico Temprano, sin embargo, algunos de los rasgos que presenta cierta cerámica del sitio de esta fase en su momento final se debe a una influencia indirecta proveniente posiblemente de la región del sur-centro de Veracruz, sobre todo con la introducción de pastas finas anaranjadas en cerámicas delgadas y vasijas cilíndricas con ángulo basal, platos con paredes curvo divergentes, soportes rectangulares altos, tazones imitaciones de anaranjado delgado o soportes de botón y muchos otros atributos. Dentro de la cerámica de importación aparecen pastas finas muy delgadas con barbotinas cremosas pintadas en amarillo de posible origen Veracruzano o huasteco, así como pastas blancas y otras que indican una gran afluencia venida del exterior. Por otro lado, aparecen navajillas de obsidiana verde del centro de México y una ocarina figurilla de claro estilo Teotihuacano en pasta naranja fina. Cabe señalar que no todas las pastas finas son diagnósticas del Clásico Tardío, en el área zoque existen desde el Preclásico Medio.
Complejo Chiapa IX,
Fase Arroyo 2 (450-600 d. C.) Clásico Temprano Terminal.
Hacia el Clásico Medio, Iglesia Vieja, quién sería durante sus mejores años la “puerta grande” de la planicie costera, ruta utilizada por gente que llegaba del centro de México rumbo al sur o área maya, así como el acceso a la región Sierra Madre y al norte de las planicies de Ocozocoautla-Cintalapa, bajaría de rango. Sin embargo, no se descarta que un cambio de organización social regional influyera en una nueva conducción de la política con la presencia de conflictos sociales, el uso de nuevas rutas comerciales y sobreexplotación humana.  Hipotéticamente se considera la posibilidad de un aumento de la población, migraciones, depredación ambiental y hasta vandalismo externo, por lo que Iglesia Vieja descentraliza su poderío a otros ejes como el sitio Los Horcones ubicado al pie del Cerro Bernal, una aguja extrusiva de roca maciza de forma caprichosa y mágica que se constituía como un espacio privilegiado en recursos que protegía por todos los flancos a la población, abundantes recursos de agua de manantial, ríos, mar y de control de rutas, del cual se cree hipotéticamente fue inaugurado como sede de un moderno Centro regional pluricultural con la presencia de gente vinculada a Teotihuacán.
El dominio arquitectónico de Iglesia Vieja en Los Horcones y otros sitios aledaños se evidencia sobre las laderas del cerro durante el Clásico Temprano, sin embargo, para el Clásico Tardío el patrón constructivo de las edificaciones tiende a ocupar las superficies bajas del cerro aplicando otro sistema constructivo y con un patrón habitacional disperso de la comunidad. La variación en los sistemas constructivos y el patrón de asentamientos es un indicador de una transformación cultural en la población.
Entrada de esta fase Iglesia Vieja ya no funcionaba como centro rector de ninguna clase, y la población posiblemente se había establecido en la planicie costera o sobre las laderas bajas  consolidado otra sede para regir el territorio. La intrusión del juego de pelota en Los Horcones es un marcador cultural que posiblemente influyó en la articulación de los grupos humanos distribuidos en la región.
Esta fase se caracteriza por la presencia de tipos cerámicos extraordinarios llegados de otras regiones, incluidos los de corte teotihuacano de pastas finas y pulidos. 
Se realiza una clausura ritual en Iglesia Vieja a través de un enorme depósito de cerámica sobre el Templo de la Estructura B-1. La deposición señalada mostró un sinfín de formas, pastas y acabados de cerámicas que no distribuyen homogéneamente en el sitio, por lo que se infiere que dicho depósito correspondió a un ritual terminación y clausura de la ciudad, o en otro sentido hipotético, que la cerámica depositada cubriendo el Templo haya sido el producto de las remodelaciones últimas efectuadas en el sitio, en donde desmantelaron prácticamente ofrendas y tumbas.  La cerámica del depósito no mantenía posición estratigráfica, es decir materiales de todas las temporalidades estaban revueltos.
La cerámica de este periodo terminal muestra cambios significativos, pues aparecen tipos de pastas finas naranjas y cremas muy delgadas, los tipos negros pulidos esgrafiados diagnósticos del Clásico Temprano desaparecen abruptamente, siendo sustituidos por los de pasta fina naranja y café pulida, aparecen engobes cremas, apaxtles, platos trípodes con soportes tipo plaqueta que mantienen acabados cremas y pastas semi finas muy delgadas con barbotinas cremosas, que se vinculan a la costa oaxaqueña y centro de Veracruz, se asoman cajetes altos anaranjados arenosos finos de tipo doméstico que se desbaratan, ollas granulosas gruesas con decoraciones propias del tipo Tasajo Rojo de la región de la Trinitaria de Comitán, incensarios con púas, el tipo Zuleapa que es diagnóstico de este periodo de la región del Río La Venta, Sumidero y Mal Paso, que aunque escaso, está presente.
600-900 d. C. Abandono de Iglesia Vieja, se convierte en Santuario de paso.
Complejo Chiapa X, XI

Fase Tres Picos (900-1500 d. C.) Clásico Tardío.

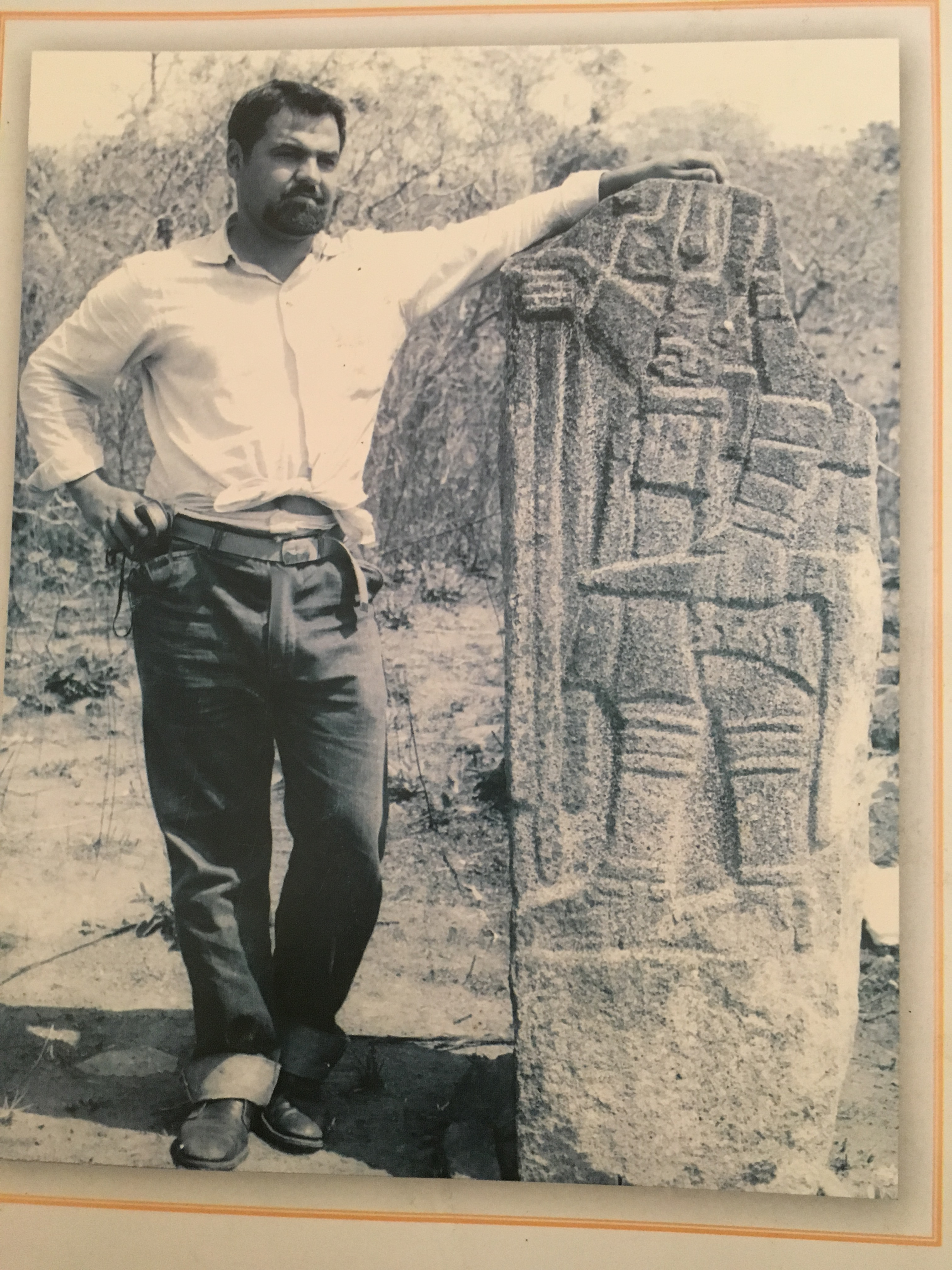
Mtro Carlos Navarrete con la Estela "El Soldado"

Para esta fase reportan un resurgimiento del corredor del Istmo de Tehuantepec (Montiel, Zapien y Winter 2014: 229) debido al colapso de los grandes centros urbanos. Los tipos cerámicos del periodo Clásico Tardío en Iglesia Vieja no son consistentes (hasta este momento de las investigaciones), con la idea de un asentamiento formal en el sitio, más bien parecerían formar parte de ocupaciones esporádicas o campamentos temporales. Lo interesante de este material es que comparte pocos atributos con la cerámica zoque de la región del centro y norte de Chiapas por lo que es posible que para ese entonces los grupos de habla zoque-mixe fueron desplazados hacia otras regiones.  Pastas finas de la cerámica continúan utilizándose, pero con cambios de formas. Aparecen engobes blancos gruesos y la decoración plástica es escasa. Pastas blancas finas con pintura roja a veces especular o negra con líneas incisas. Pastas finas grises, cántaros, cajetes curvo convergentes, soportes globulares, pastas cafés arenosas con cepillado externo y otros.
Hubo una reconfiguración de sitios en los que Iglesia Vieja sólo participó como espectador lejano utilizado como campamento y habitado ocasionalmente. La cerámica más tardía la localizamos depositada sobre los escombros del sitio y se refiere a gran cantidad de incensarios pertenecientes al Clásico Tardío.

## Galería

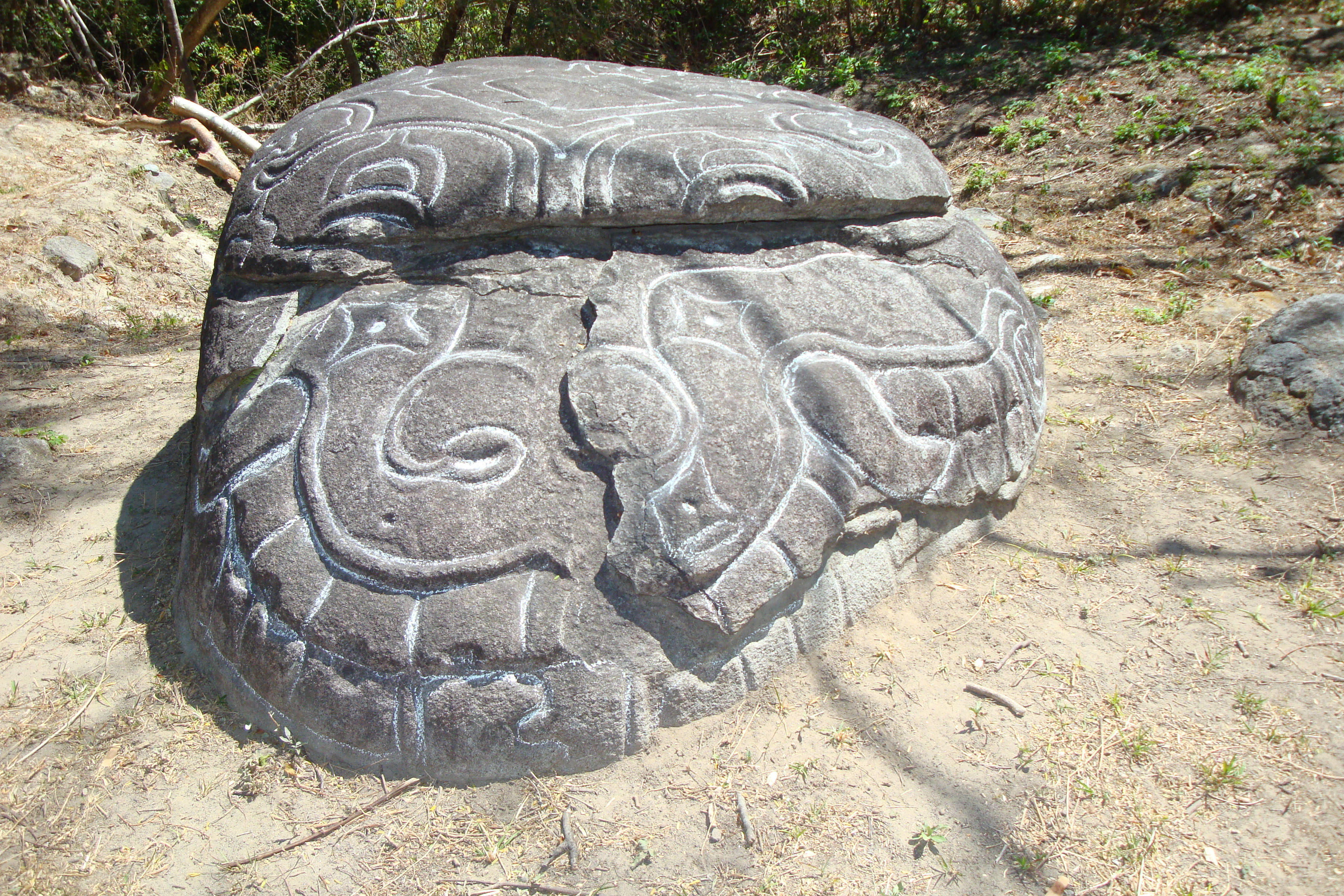
Altar "Monstruo de la Tierra del Norte", Cabeza labrada en relieve de un posible saurio con motivos celestes y terrestres.